# Ilustração de moda

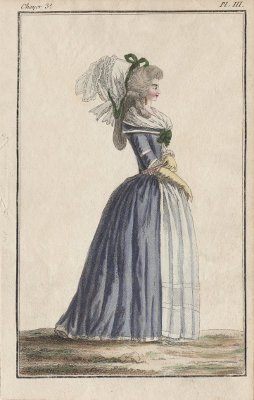
Gravura ilustrando uma revista de moda do século XVIII

Ilustração de moda é uma atividade artística que consiste em representar através do desenho de roupas de moda destinadas a publicação, por exemplo, numa revista de moda ou num cartaz. Já estava presente no século XVII através de gravuras, ou num periódico como o Mercure galant. É produzido por pintores, designers e gravadores.
No século XVIII, as gravuras, almanaques e revistas de moda eram as principais fontes. No século XIX, dezenas de revistas de moda diferentes publicadas apresentavam uma ou mais ilustrações. Muito ligada à alta-costura, a ilustração de moda gozou de décadas de glória desde o início do século XX onde o ano de 1908 com a primeira publicação do costureiro Paul Poiret marcou simbolicamente a transição de uma ilustração estática e datada para uma ilustração moderna, criativa, inovadora. Já omnipresente, desde a década de 1930 até ao final da década de 1950, teve o seu momento de glória através das revistas e da publicidade: os ilustradores eram artistas reconhecidos. Substituída pela fotografia de moda cuja história a completa, acabou desaparecendo quase completamente no início da década de 1960, com a notável exceção de seu representante René Gruau ou de alguns ressurgimentos como Antonio Lopez. Hoje em dia, a ilustração de moda é muito rara em publicidade ou revistas, mas uma nova geração de ilustradores, por volta dos anos 2000, perpetua e renova esta arte.

## História

### Origem
A ilustração de moda, composta por gravuras ou águas-fortes, data do século XVI com as grandes explorações e a descoberta de novos territórios: as coleções eram então constituídas por trajes de vários países do mundo.